# Maria Alm Norell
Maria Charlotte Alm Norell, född Norell den 28 oktober 1978 i Jäts församling, Småland, är en svensk skådespelare.

## Biografi
Maria Alm Norell utexaminerades från Teaterhögskolan i Luleå 2007. Därefter följde engagemang vid Stockholms stadsteater, Borås stadsteater, Maximteatern, Scenkonst Sörmland mfl. Maria gjorde huvudrollen i långfilmen Förmänskligas och har medverkat i SVT:s Eagles, 4 säsonger. Hon har arbetat internationellt i Out stealing horses där hon spelade Stellan Skarsgårds dotter. Samt i långfilmen Leave och THE INSPECTOR AND THE SEA - Woher wir kommen, wohin wir gehen mfl.

## Film
- 2010 – Wallander – Vålnaden
- 2011 – Call Girl
- 2011 – Saltvattenfrukt
- 2011 – Erika & Sally2012 – Modern
- 2013 – Kommissarien och havet
- 2017 – Becker - Kungen av Tingsryd
- 2018 – Unga Astrid
- 2019 – Ut och stjäla hästar (film)
- 2021 -  The inspector and the sea - Woher wir kommen, wohin wir gehen2022 – Leave
- 2022 - Madden

2022 – Humanization
- 2023 - The invitation 2024 – The art of telling lies

## TV
- 2008 – Livet i Fagervik (TV-serie)
- 2017 – Jordskott (TV-serie)
- 2018 – Sthlm Rekviem (TV-serie)
- 2019 – Eagles (TV-serie) (TV-serie)
- 2020 – Box21 (TV-serie)
- 2020 – Kalifat (TV-serie)
- 2020 – Eagles 2 (TV-serie)
- 2021 – Eagles 3 (TV-serie)
- 2021 – Den osannolika mördaren (TV-serie)
- 2022 – Eagles 4 (TV-serie)

## Teater

### Roller (ej komplett)
| År        | Roll     | Produktion                                                                     | Regi            |  | Teater                 |
| --------- | -------- | ------------------------------------------------------------------------------ | --------------- |  | ---------------------- |
| 2006      | Fia      | Jösses flickor – Återkomsten Margareta Garpe, Suzanne Osten och Malin Axelsson | Maria Löfgren   |  | Stockholms stadsteater |
| 2009      | Katarina | Bruden som visste för lite Robin Hawdon                                        | Pontus Ströbaek |  | Fjäderholmsteatern     |
| 2010      |          | En lek i kärlek                                                                |                 |  | Teater De Vill         |
| 2010      | Katarina | Bruden som visste för lite Robin Hawdon                                        |                 |  | Maximteatern           |
| 2010      |          | 5 gånger Gud                                                                   |                 |  | Scenkonst Sörmland     |
| 2012      |          | Hohaj                                                                          |                 |  | Västerbottensteatern   |
| 2013      |          | Tre kärlekar                                                                   |                 |  | Västerbottensteatern   |
| 2014      |          | Utbrott                                                                        |                 |  | Profilteatern          |
| 2014      |          | Ankarbarnet                                                                    |                 |  | Teater De Vill         |
| 2017/2018 |          | Mitt och ditt och mitt                                                         |                 |  | Teater De Vill         |
| 2023/2024 |          | Att göra en eld                                                                |                 |  | Teater De Vill         |